# Mistrzostwa Afryki w Zapasach 1971
Mistrzostwa Afryki w zapasach w 1971 roku rozegrano 25 lutego 1971 w Aleksandrii w Egipcie.

## Tabela medalowa
Gospodarz zawodów został zaznaczony kolorem.
| Miejsce | Kraj    | Złoto | Srebro | Brąz | Razem |
| 1.      | Egipt   | 10    | 0      | 0    | 10    |
| 2.      | Maroko  | 0     | 5      | 1    | 6     |
| 3.      | Tunezja | 0     | 4      | 4    | 8     |
| 4.      | Senegal | 0     | 1      | 1    | 2     |
| 5.      | Libia   | 0     | 0      | 4    | 4     |
| Razem   | Razem   | 10    | 10     | 10   | 30    |

## Wyniki mężczyźni

### styl wolny
| Waga     | Złoto:                      | Srebro:            | Brąz:             |
| 48 kg    | Sami Hasan as-Sab           | Habib Dalimi       | Habib Akkara      |
| 52 kg    | Mundżid Muhammad Salim      | Muhammad Karmus    | Habib Chouachi    |
| 57 kg    | Ibrahim as-Sajjid           | Mohammed El Kassah | Noureddin Majeri  |
| 62 kg    | Jahja Muhammad Hasanajn     | Khalifa Karouane   | Abdelmajid Touati |
| 68 kg    | Dżabir Muhammad Dżabir      | Brahim Ghariani    | Abou Abdelwanis   |
| 74 kg    | Mahmud Ibrahim Masud        | Ahmed Siudani      | Rejeb Belhadj     |
| 82 kg    | Mahmoud El-Sherbini         | Faraj Berek        | Khemais Jelassi   |
| 90 kg    | Ahmad Mahmud Fu’ad          | R'Bai Allal        | Alioune Camara    |
| 100 kg   | Muhammad Sa’id al-Chalafawi | Robert N’Diaye     | Zerazou Slimane   |
| + 100 kg | Mustafa Ahmad Mustafa       | Ali Gharbi         | Salimen Aouad     |